# Filip Naudts
Filip Naudts (* 7. prosince 1968) je belgický fotograf a fotografický recenzent.

## Životopis
V roce 1992 začal svou kariéru v belgické národní televizi a v tisku. V následujícím roce byl zaměstnán u antverpské instituce Fotomuseum, kde zůstal až do roku 2002. V letech 2002 až 2006 se stal fotoeditorem nizozemského časopisu Foto. Od té doby začal svou kariéru fotografa na volné noze na plný úvazek.
V roce 1993 založil vlastní fotografické studio Guarda la Fotografia v Lochristi, kde brzy rozvinul svůj vlastní básnický styl, často odkazující na portrétní obrazy vlámských mistrů. V roce 2000 byla mezníkem v jeho fotografické kariéře výstava v Praze, kdy pražské Národní technické muzeum uskutečnilo jeho samostatnou výstavu.
Tato výstava vedla k vývoji a vydání jeho první knihy Auromatic. Arvie Wrang na internetových stránkách Filipa Naudtse prohlásil, že "je zřejmě jedním z nejzajímavějších, provokativních fotografických umělců své země". Jeho práce publikují populární magazíny v Belgii i v zahraničí: P-Magazine, Knack, Ché , ...

## Publikace
- Auromatic: Emotional Portraits of Female Alter Ego's. Brugge: Foto Art, 2000. ISBN 90-76001-25-1.[3]
- Guarda La Fotografia. Oostkamp: Stichting Kunstboek, 2013. ISBN 978-90-5856-449-8
- Paparazzo. Oostkamp: Stichting Kunstboek, 2015. ISBN 978-90-5856-535-8
- The Picture of Dorya Glenn. Oostkamp: Stichting Kunstboek, 2017. ISBN 978-90-5856-577-8

## Cykly
- 1993-1994: Pictures for my soul
- 1994-2000: Auromatic
- 2001-2002: Erfenis van het moederlandschap
- 2005: Histoire de l'oeil
- 2009: La clé du boudoir
- 2015: Paparazzo

## Galerie

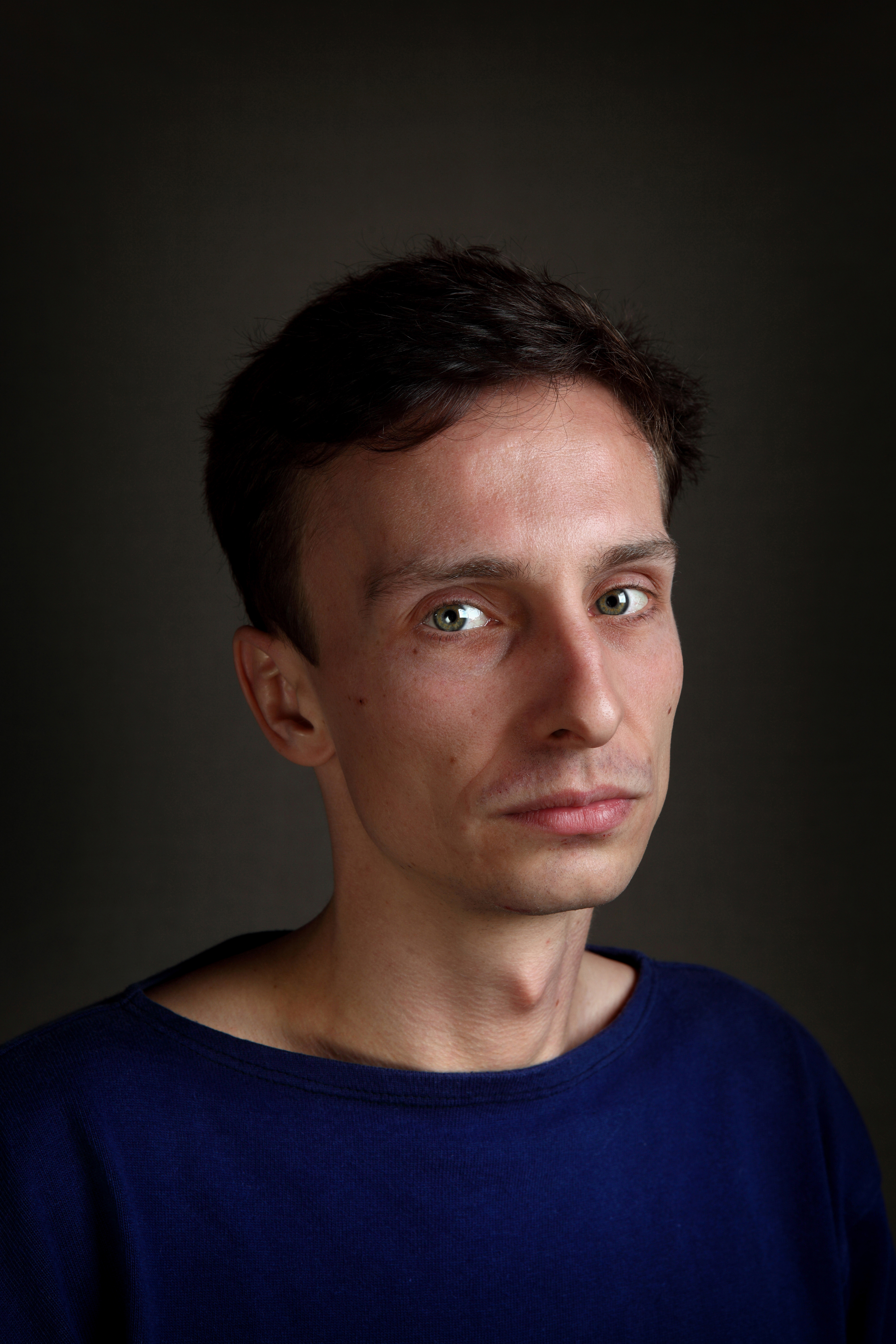
Cedric Tylleman
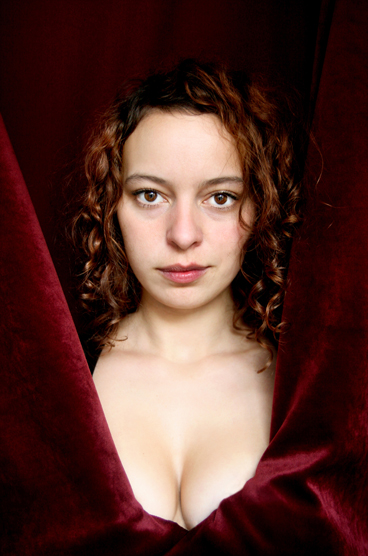
Marie Vinck
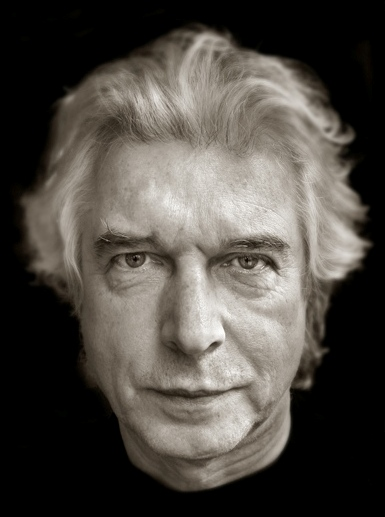
Boudewijn de Groot
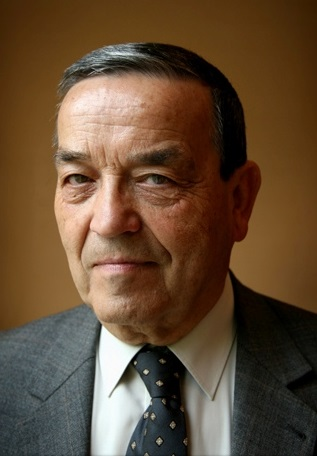
Louis Tobback
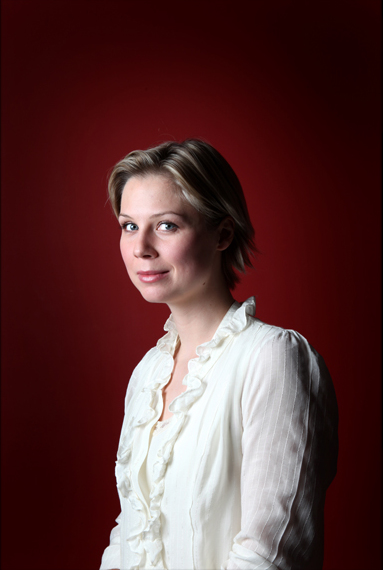
Cara Van der Auwera